# Bajor
Bajor är en fiktiv planet i Star Trek-världen och har en mycket central roll i händelserna i Star Trek: Deep Space Nine.

## Historik
Invånarna på planeten Bajor är ett hominidsläkte och kallar sig bajoraner. Deras civilisation är en av de allra äldsta i alfakvadranten och har funnits i ungefär en halv miljon år. 
Från år 2328 till 2369 befann sig Bajor under ockupation av Cardassia. Efter nästan fyra decennier av enväldigt styre tvingades Cardassiarerna dock lämna planeten, eftersom de inte längre kunde försvara sig mot de ständiga attackerna från bajoranska terroristgrupper. När invånarna efter segern åter bildat ett eget styre, tog de tillsammans med Federationen (United Federation of Planets, UFP) kontroll över rymdstationen Terok Nor. Denna rymdstation bytte sedan namn till Deep Space Nine.

## Geografi
Planeten har tre stora kontineneter och är uppdelad i de politiska provinserna Janitza, Dahkur, Lonar, Hill, Golar, Musilla, Kendra och Rakantha. Bland de viktigaste städerna kan nämnas B'hala som är huvudstad, Hathon, Ilvia, Jalanda City, Janir, Jo'Kala, Kran-Tobal, Lasuma, Relliketh, Tamulna och Tempasa.
I sitt solsystem befinner sig planeten Bajor intill ett så kallat maskhål. Den har flera månar varav den fjärde och femte är Derna och Jeraddo. 
På grund av att planetens atmosfär är sammansatt av gaser som ger den en svagt grön nyans, ser hav och sjöar på planeten gröna ut när man ser dem från rymden (referens DS9: Past Tense, Part I).
Eldgrottorna på Bajor skapades av profeterna för att fängsla pah’wraith’erna.